# Air Malawi
Air Malawi – narodowe linie lotnicze Malawi z siedzibą w Lilongwe.